# Brady Tkachuk
Braeden "Brady" Tkachuk, född 16 september 1999, är en amerikansk professionell ishockeyforward som spelar för Ottawa Senators i National Hockey League (NHL).
Han har tidigare spelat för Boston University Terriers i National Collegiate Athletic Association (NCAA) och Team USA i United States Hockey League (USHL).
Tkachuk draftades av Ottawa Senators i första rundan i 2018 års draft som fjärde spelare totalt.
Han är son till Keith Tkachuk, bror till Matthew Tkachuk och vidare kusin till Jimmy Hayes och Kevin Hayes samt syssling till Tom Fitzgerald. Tkachuk är också svåger till John Farinacci.

## Statistik
| 2013–2014   | St. Louis AAA Blues        | T1EHL       | 26  | 18  | 15  | 33  | 39  | — | — | — | — | — |
|             | St. Louis AAA Blues U16    | T1EHL       | 4   | 0   | 0   | 0   | 0   | — | — | — | — | — |
| 2014–2015   | St. Louis AAA Blues U16    | T1EHL       | 30  | 15  | 28  | 43  | 18  | 4 | 2 | 0 | 2 | 4 |
| 2015–2016   | Team USA                   | USHL        | 32  | 4   | 4   | 8   | 36  | — | — | — | — | — |
|             | U.S. National U17 Team     |             | 55  | 9   | 16  | 25  | 56  | — | — | — | — | — |
| 2016–2017   | Team USA                   | USHL        | 24  | 12  | 11  | 23  | 73  | — | — | — | — | — |
|             | U.S. National U18 Team     |             | 61  | 25  | 29  | 54  | 129 | — | — | — | — | — |
| 2017–2018   | Boston University Terriers | NCAA        | 40  | 8   | 23  | 31  | 61  | — | — | — | — | — |
| 2018–2019   | Ottawa Senators            | NHL         | 71  | 22  | 23  | 45  | 75  | — | — | — | — | — |
| 2019–2020   | Ottawa Senators            | NHL         | 71  | 21  | 23  | 44  | 106 | — | — | — | — | — |
| 2020–2021   | Ottawa Senators            | NHL         | 56  | 17  | 19  | 36  | 69  | — | — | — | — | — |
| 2021–2022   | Ottawa Senators            | NHL         | 79  | 30  | 37  | 67  | 117 | — | — | — | — | — |
| 2022–2023   | Ottawa Senators            | NHL         | 82  | 35  | 48  | 83  | 126 | — | — | — | — | — |
| 2023–2024   | Ottawa Senators            | NHL         | 81  | 37  | 37  | 74  | 134 | — | — | — | — | — |
| 2024–2025   | Ottawa Senators            | NHL         | 71  | 29  | 26  | 55  | 123 | — | — | — | — | — |
| NHL totalt  | NHL totalt                 | NHL totalt  | 511 | 191 | 213 | 404 | 750 | — | — | — | — | — |
| USHL totalt | USHL totalt                | USHL totalt | 56  | 16  | 15  | 31  | 109 | — | — | — | — | — |

### Internationellt
| Källa: Uppdaterad: 2025-04-16 | Källa: Uppdaterad: 2025-04-16 | Källa: Uppdaterad: 2025-04-16 |         | Utv = Utvisningsminuter | Utv = Utvisningsminuter | Utv = Utvisningsminuter | Utv = Utvisningsminuter | Utv = Utvisningsminuter |
| År                            | Lag                           | Mästerskap                    | Matcher | Mål                     | Assists                 | Poäng                   | Utv                     |                         |
| ----------------------------- | ----------------------------- | ----------------------------- | ------- | ----------------------- | ----------------------- | ----------------------- | ----------------------- | ----------------------- |
| 2017                          | USA                           | U18-VM                        | 7       | 1                       | 6                       | 7                       | 12                      |                         |
| 2018                          | USA                           | JVM                           | 7       | 3                       | 6                       | 9                       | 2                       |                         |
| 2024                          | USA                           | VM                            | 8       | 7                       | 6                       | 13                      | 4                       |                         |
| 2025                          | USA                           | 4 Nations                     | 4       | 3                       | 0                       | 3                       | 5                       |                         |
| Junior totalt                 | Junior totalt                 | Junior totalt                 | 19      | 6                       | 15                      | 21                      | 18                      |                         |
| Senior totalt                 | Senior totalt                 | Senior totalt                 | 12      | 10                      | 6                       | 16                      | 9                       |                         |